# Vol Aeroméxico 230
Le 27 juillet 1981, un Douglas DC-9 effectuant le vol Aeroméxico 230, un vol intérieur régulier entre Monterrey et Chihuahua, au Mexique, subit un atterrissage brutal, dans des conditions météorologiques dégradées, à l'aéroport international général Roberto Fierro Villalobos, suivit d'un violent incendie, détruisant l'avion et tuant trente passagers et deux membres d'équipages parmi les 66 occupants de l'appareil.

## Avion
L'appareil impliqué est un Douglas DC-9-32, immatriculé XA-DEN. Il a été livré à Aeroméxico en mai 1974 et a été nommé Yucatan. Au moment de l'accident, il avait seulement sept ans de service au sein de la compagnie.

## Accident
Le vol s'est déroulé sans incident jusqu'au moment de l'atterrissage à Chihuahua. Le contrôle aérien a informé l'équipage de la présence de cumulonimbus isolés, avec de fortes rafales de vent et des averses, observés sur l'aéroport pendant la phase d'approche et d'atterrissage. 
Lors du toucher des roues, effectué 60 mètres après le seuil de piste, l'avion a rebondi une fois et a heurté le sol brutalement. Il a ensuite glissé hors de la piste, puis s'est disloqué et a pris feu. 
Seuls 34 passagers et membres d'équipage ont pu s'extraire de l'épave. La fumée et les flammes ont causé la mort de trente-deux personnes, qui sont restés piégées à l'intérieur de l'appareil.